# 9e étape du Tour d'Espagne 2023
Pour un article plus général, voir Tour d'Espagne 2023.
La 9e étape du Tour d'Espagne 2023 se déroule le dimanche 3 septembre 2023 entre Carthagène et Collado de la Cruz de Caravaca en région de Murcie sur une distance de 180,9 km.

## Parcours
La 9e étape part de l'antique cité côtière de Carthagène (région de Murcie), la ville la plus méridionale de la Vuelta 2023. Le parcours s'oriente vers le nord-ouest, franchit un col de 1re catégorie, le Puerto Casas de la Marina la Perdiz, après soixante kilomètres et se termine au Collado de la Cruz de Caravaca (col de 2e catégorie), troisième arrivée au sommet du Tour d'Espagne 2023. Entre ces deux cols, le tracé ne présente pas de difficultés majeures.
Le lendemain, la première journée de repos est mise à profit pour traverser une partie de l'Espagne et rejoindre Valladolid.

## Déroulement de la course
Cette étape est marquée par des conditions atmosphériques difficiles mêlant la pluie et le vent. Des bordures se sont produites dans le peloton mais finalement sans grandes conséquences. Huit hommes ont fait la course en tête portant leur avance sur la peloton maillot rouge à plus de huit minutes. Au moment d'aborder la montée finale, les fuyards comptent encore un avantage de cinq minutes sur le peloton. En raison de coulées de boue sur la route en fin de l'ascension, les organisateurs ont décidé de prendre les écarts à 2 050 mètres avant la ligne d'arrivée. Forts de leur avance importante au pied de ce col, les échappés ne sont pas repris et terminent aux huit premières places de l'étape. L'Allemand Lennard Kämna (Bora Hansgrohe) parvient à lâcher ses compagnons d'échappée et gagne l'étape devenant le 106e coureur à avoir remporté une étape sur chacun des trois grands tours.

## Résultats

### Classement de l'étape
| \| Classement de l'étape \| Classement de l'étape \| Classement de l'étape \| Classement de l'étape \| Classement de l'étape \| \| Coureur \| Coureur \| Pays \| Équipe \| Temps \| \| --------------------- \| ----------------------- \| --------------------- \| ---------------------- \| --------------------- \| \| 1er \| Lennard Kämna \| Allemagne \| Bora-Hansgrohe \| 4 h 28 min 59 s \| \| 2e \| Matteo Sobrero \| Italie \| Team Jayco AlUla \| + 13 s \| \| 3e \| Chris Hamilton \| Australie \| Team DSM-Firmenich \| + 1 min 12 s \| \| 4e \| Amanuel Ghebreigzabhier \| Érythrée \| Lidl-Trek \| + 1 min 00 s \| \| 5e \| Jon Barrenetxea \| Espagne \| Caja Rural-Seguros RGA \| + 1 min 37 s \| \| 6e \| Rubén Fernández \| Espagne \| Cofidis \| + 1 min 37 s \| \| 7e \| Jonathan Caicedo \| Équateur \| EF Education-EasyPost \| + 2 min 11 s \| \| 8e \| Daniel Navarro \| Espagne \| Burgos-BH \| + 2 min 41 s \| \| 9e \| Enric Mas \| Espagne \| Movistar Team \| + 3 min 18 s \| \| 10e \| Aleksandr Vlasov \| Bannière neutre \| Bora-Hansgrohe \| + 3 min 11 s \| |                         |                 |                        |                 |
| |                         |                 |                        |                 |
| Source : ProCyclingStats |                         |                 |                        |                 |
| Classement de l'étape |                         |                 |                        |                 |
| Coureur | Coureur                 | Pays            | Équipe                 | Temps           |
| 1er | Lennard Kämna           | Allemagne       | Bora-Hansgrohe         | 4 h 28 min 59 s |
| 2e | Matteo Sobrero          | Italie          | Team Jayco AlUla       | + 13 s          |
| 3e | Chris Hamilton          | Australie       | Team DSM-Firmenich     | + 1 min 12 s    |
| 4e | Amanuel Ghebreigzabhier | Érythrée        | Lidl-Trek              | + 1 min 00 s    |
| 5e | Jon Barrenetxea         | Espagne         | Caja Rural-Seguros RGA | + 1 min 37 s    |
| 6e | Rubén Fernández         | Espagne         | Cofidis                | + 1 min 37 s    |
| 7e | Jonathan Caicedo        | Équateur        | EF Education-EasyPost  | + 2 min 11 s    |
| 8e | Daniel Navarro          | Espagne         | Burgos-BH              | + 2 min 41 s    |
| 9e | Enric Mas               | Espagne         | Movistar Team          | + 3 min 18 s    |
| 10e | Aleksandr Vlasov        | Bannière neutre | Bora-Hansgrohe         | + 3 min 11 s    |

### Points attribués pour le classement par points
| Sprint intermédiaire Cehegín (km 168,7) | Sprint intermédiaire Cehegín (km 168,7) | Sprint intermédiaire Cehegín (km 168,7) | Sprint intermédiaire Cehegín (km 168,7) | Sprint intermédiaire Cehegín (km 168,7) |
| --------------------------------------- | --------------------------------------- | --------------------------------------- | --------------------------------------- | --------------------------------------- |
|                                         | Coureur                                 | Pays                                    | Équipe                                  | Point(s)                                |
| 1er                                     | Amanuel Ghebreigzabhier                 | Érythrée                                | Lidl-Trek                               | 20                                      |
| 2e                                      | Chris Hamilton                          | Australie                               | DSM-Firmenich                           | 17                                      |
| 3e                                      | Lennard Kämna                           | Allemagne                               | Bora-Hansgrohe                          | 15                                      |
| 4e                                      | Jon Barrenetxea                         | Espagne                                 | Caja Rural-Seguros RGA                  | 13                                      |
| 5e                                      | Rubén Fernández Andújar                 | Espagne                                 | Cofidis                                 | 10                                      |
| modifier                                |                                         |                                         |                                         |                                         |

| Arrivée d'étape Caravaca de la Cruz (km 184,5) | Arrivée d'étape Caravaca de la Cruz (km 184,5) | Arrivée d'étape Caravaca de la Cruz (km 184,5) | Arrivée d'étape Caravaca de la Cruz (km 184,5) | Arrivée d'étape Caravaca de la Cruz (km 184,5) |
| ---------------------------------------------- | ---------------------------------------------- | ---------------------------------------------- | ---------------------------------------------- | ---------------------------------------------- |
|                                                | Coureur                                        | Pays                                           | Équipe                                         | Point(s)                                       |
| 1er                                            | Lennard Kämna                                  | Allemagne                                      | Bora-Hansgrohe                                 | 30                                             |
| 2e                                             | Matteo Sobrero                                 | Italie                                         | Jayco AlUla                                    | 25                                             |
| 3e                                             | Chris Hamilton                                 | Australie                                      | DSM-Firmenich                                  | 22                                             |
| 4e                                             | Amanuel Ghebreigzabhier                        | Érythrée                                       | Lidl-Trek                                      | 19                                             |
| 5e                                             | Jon Barrenetxea                                | Espagne                                        | Caja Rural-Seguros RGA                         | 17                                             |
| 6e                                             | Rubén Fernández Andújar                        | Espagne                                        | Cofidis                                        | 15                                             |
| 7e                                             | Jonathan Caicedo                               | Équateur                                       | EF Education-EasyPost                          | 13                                             |
| 8e                                             | Daniel Navarro                                 | Espagne                                        | Burgos-BH                                      | 11                                             |
| 9e                                             | Enric Mas                                      | Espagne                                        | Movistar                                       | 9                                              |
| 10e                                            | Aleksandr Vlasov                               |                                                | Bora-Hansgrohe                                 | 7                                              |
| 11e                                            | Cristian Rodríguez                             | Espagne                                        | Arkéa-Samsic                                   | 6                                              |
| 12e                                            | Marc Soler                                     | Espagne                                        | UAE Emirates                                   | 5                                              |
| 13e                                            | Rémy Rochas                                    | France                                         | Cofidis                                        | 4                                              |
| 14e                                            | Lenny Martinez                                 | France                                         | Groupama-FDJ                                   | 3                                              |
| 15e                                            | Sepp Kuss                                      | États-Unis                                     | Jumbo-Visma                                    | 2                                              |
| modifier                                       |                                                |                                                |                                                |                                                |

### Points attribués pour le classement du meilleur grimpeur
| Puerto Casas de la Marina Perdiz (km 60,1) 1re catégorie (11,5 km à 4,9%) | Puerto Casas de la Marina Perdiz (km 60,1) 1re catégorie (11,5 km à 4,9%) | Puerto Casas de la Marina Perdiz (km 60,1) 1re catégorie (11,5 km à 4,9%) | Puerto Casas de la Marina Perdiz (km 60,1) 1re catégorie (11,5 km à 4,9%) | Puerto Casas de la Marina Perdiz (km 60,1) 1re catégorie (11,5 km à 4,9%) |
| ------------------------------------------------------------------------- | ------------------------------------------------------------------------- | ------------------------------------------------------------------------- | ------------------------------------------------------------------------- | ------------------------------------------------------------------------- |
|                                                                           | Coureur                                                                   | Pays                                                                      | Équipe                                                                    | Point(s)                                                                  |
| 1er                                                                       | Jon Barrenetxea                                                           | Espagne                                                                   | Caja Rural-Seguros RGA                                                    | 10                                                                        |
| 2e                                                                        | Rubén Fernández Andújar                                                   | Espagne                                                                   | Cofidis                                                                   | 6                                                                         |
| 3e                                                                        | Amanuel Ghebreigzabhier                                                   | Érythrée                                                                  | Lidl-Trek                                                                 | 4                                                                         |
| 4e                                                                        | Matteo Sobrero                                                            | Italie                                                                    | Jayco AlUla                                                               | 2                                                                         |
| 5e                                                                        | Lennard Kämna                                                             | Allemagne                                                                 | Bora-Hansgrohe                                                            | 1                                                                         |
| modifier                                                                  |                                                                           |                                                                           |                                                                           |                                                                           |

| Caravaca de la Cruz (km 184,5) 2e catégorie (8,2 km à 5,5%) | Caravaca de la Cruz (km 184,5) 2e catégorie (8,2 km à 5,5%) | Caravaca de la Cruz (km 184,5) 2e catégorie (8,2 km à 5,5%) | Caravaca de la Cruz (km 184,5) 2e catégorie (8,2 km à 5,5%) | Caravaca de la Cruz (km 184,5) 2e catégorie (8,2 km à 5,5%) |
| ----------------------------------------------------------- | ----------------------------------------------------------- | ----------------------------------------------------------- | ----------------------------------------------------------- | ----------------------------------------------------------- |
|                                                             | Coureur                                                     | Pays                                                        | Équipe                                                      | Point(s)                                                    |
| 1er                                                         | Lennard Kämna                                               | Allemagne                                                   | Bora-Hansgrohe                                              | 5                                                           |
| 2e                                                          | Matteo Sobrero                                              | Italie                                                      | Jayco AlUla                                                 | 3                                                           |
| 3e                                                          | Chris Hamilton                                              | Australie                                                   | DSM-Firmenich                                               | 1                                                           |
| modifier                                                    |                                                             |                                                             |                                                             |                                                             |

### Bonifications
- Pas de bonifications lors de cette étape en raison des conditions climatiques.

### Prix de la combativité
- Jon Barrenetxea (Caja Rural-Seguros RGA)

## Classements à l'issue de l'étape

### Classement général
| \| Classement général \| Classement général \| Classement général \| Classement général \| Classement général \| \| Coureur \| Coureur \| Pays \| Équipe \| Temps \| \| ------------------ \| ------------------ \| ------------------ \| ------------------ \| ------------------ \| \| 1er \| Sepp Kuss \| États-Unis \| Jumbo-Visma \| 35 h 23 min 30 s \| \| 2e \| Marc Soler \| Espagne \| UAE Team Emirates \| + 43 s \| \| 3e \| Lenny Martinez \| France \| Groupama-FDJ \| + 1 min 02 s \| \| 4e \| Remco Evenepoel \| Belgique \| Soudal Quick-Step \| + 2 min 24 s \| \| 5e \| Mikel Landa \| Espagne \| Bahrain Victorious \| + 2 min 29 s \| \| 6e \| Primož Roglič \| Slovénie \| Jumbo-Visma \| + 2 min 29 s \| \| 7e \| Jonas Vingegaard \| Danemark \| Jumbo-Visma \| + 2 min 35 s \| \| 8e \| Enric Mas \| Espagne \| Movistar Team \| + 2 min 35 s \| \| 9e \| Juan Ayuso \| Espagne \| UAE Team Emirates \| + 2 min 45 s \| \| 10e \| João Almeida \| Portugal \| UAE Team Emirates \| + 2 min 55 s \| |                  |            |                    |                  |
| |                  |            |                    |                  |
| Source : ProCyclingStats |                  |            |                    |                  |
| Classement général |                  |            |                    |                  |
| Coureur | Coureur          | Pays       | Équipe             | Temps            |
| 1er | Sepp Kuss        | États-Unis | Jumbo-Visma        | 35 h 23 min 30 s |
| 2e | Marc Soler       | Espagne    | UAE Team Emirates  | + 43 s           |
| 3e | Lenny Martinez   | France     | Groupama-FDJ       | + 1 min 02 s     |
| 4e | Remco Evenepoel  | Belgique   | Soudal Quick-Step  | + 2 min 24 s     |
| 5e | Mikel Landa      | Espagne    | Bahrain Victorious | + 2 min 29 s     |
| 6e | Primož Roglič    | Slovénie   | Jumbo-Visma        | + 2 min 29 s     |
| 7e | Jonas Vingegaard | Danemark   | Jumbo-Visma        | + 2 min 35 s     |
| 8e | Enric Mas        | Espagne    | Movistar Team      | + 2 min 35 s     |
| 9e | Juan Ayuso       | Espagne    | UAE Team Emirates  | + 2 min 45 s     |
| 10e | João Almeida     | Portugal   | UAE Team Emirates  | + 2 min 55 s     |

| Classement par points | Classement par points | Classement par points | Classement par points  | Classement par points |
| Coureur               | Coureur               | Pays                  | Équipe                 | Points                |
| --------------------- | --------------------- | --------------------- | ---------------------- | --------------------- |
| 1er                   | Kaden Groves          | Australie             | Alpecin-Deceuninck     | 158 pts               |
| 2e                    | Andrea Vendrame       | Italie                | AG2R Citroën Team      | 66 pts                |
| 3e                    | Remco Evenepoel       | Belgique              | Soudal Quick-Step      | 62 pts                |
| 4e                    | Andreas Kron          | Danemark              | Lotto Dstny            | 62 pts                |
| 5e                    | Geoffrey Soupe        | France                | TotalEnergies          | 61 pts                |
| 6e                    | Marc Soler            | Espagne               | UAE Team Emirates      | 60 pts                |
| 7e                    | Marijn van den Berg   | Pays-Bas              | EF Education-EasyPost  | 57 pts                |
| 8e                    | Edward Theuns         | Belgique              | Lidl-Trek              | 55 pts                |
| 9e                    | Sebastián Molano      | Colombie              | UAE Team Emirates      | 48 pts                |
| 10e                   | Orluis Aular          | Venezuela             | Caja Rural-Seguros RGA | 47 pts                |

| Classement par points | Classement par points | Classement par points | Classement par points  | Classement par points |
| Coureur               | Coureur               | Pays                  | Équipe                 | Points                |
| --------------------- | --------------------- | --------------------- | ---------------------- | --------------------- |
| 1er                   | Kaden Groves          | Australie             | Alpecin-Deceuninck     | 158 pts               |
| 2e                    | Andrea Vendrame       | Italie                | AG2R Citroën Team      | 66 pts                |
| 3e                    | Remco Evenepoel       | Belgique              | Soudal Quick-Step      | 62 pts                |
| 4e                    | Andreas Kron          | Danemark              | Lotto Dstny            | 62 pts                |
| 5e                    | Geoffrey Soupe        | France                | TotalEnergies          | 61 pts                |
| 6e                    | Marc Soler            | Espagne               | UAE Team Emirates      | 60 pts                |
| 7e                    | Marijn van den Berg   | Pays-Bas              | EF Education-EasyPost  | 57 pts                |
| 8e                    | Edward Theuns         | Belgique              | Lidl-Trek              | 55 pts                |
| 9e                    | Sebastián Molano      | Colombie              | UAE Team Emirates      | 48 pts                |
| 10e                   | Orluis Aular          | Venezuela             | Caja Rural-Seguros RGA | 47 pts                |

| Classement de la montagne | Classement de la montagne | Classement de la montagne | Classement de la montagne | Classement de la montagne |
| Coureur                   | Coureur                   | Pays                      | Équipe                    | Points                    |
| ------------------------- | ------------------------- | ------------------------- | ------------------------- | ------------------------- |
| 1er                       | Eduardo Sepúlveda         | Argentine                 | Lotto Dstny               | 21 pts                    |
| 2e                        | Remco Evenepoel           | Belgique                  | Soudal Quick-Step         | 20 pts                    |
| 3e                        | Jesús Herrada             | Espagne                   | Cofidis                   | 12 pts                    |
| 4e                        | Matteo Sobrero            | Italie                    | Team Jayco AlUla          | 11 pts                    |
| 5e                        | Sepp Kuss                 | États-Unis                | Jumbo-Visma               | 10 pts                    |
| 6e                        | Lennard Kämna             | Allemagne                 | Bora-Hansgrohe            | 10 pts                    |
| 7e                        | Jonas Vingegaard          | Danemark                  | Jumbo-Visma               | 10 pts                    |
| 8e                        | Damiano Caruso            | Italie                    | Bahrain Victorious        | 9 pts                     |
| 9e                        | Primož Roglič             | Slovénie                  | Jumbo-Visma               | 8 pts                     |
| 10e                       | Jon Barrenetxea           | Espagne                   | Caja Rural-Seguros RGA    | 7 pts                     |

| Classement de la montagne | Classement de la montagne | Classement de la montagne | Classement de la montagne | Classement de la montagne |
| Coureur                   | Coureur                   | Pays                      | Équipe                    | Points                    |
| ------------------------- | ------------------------- | ------------------------- | ------------------------- | ------------------------- |
| 1er                       | Eduardo Sepúlveda         | Argentine                 | Lotto Dstny               | 21 pts                    |
| 2e                        | Remco Evenepoel           | Belgique                  | Soudal Quick-Step         | 20 pts                    |
| 3e                        | Jesús Herrada             | Espagne                   | Cofidis                   | 12 pts                    |
| 4e                        | Matteo Sobrero            | Italie                    | Team Jayco AlUla          | 11 pts                    |
| 5e                        | Sepp Kuss                 | États-Unis                | Jumbo-Visma               | 10 pts                    |
| 6e                        | Lennard Kämna             | Allemagne                 | Bora-Hansgrohe            | 10 pts                    |
| 7e                        | Jonas Vingegaard          | Danemark                  | Jumbo-Visma               | 10 pts                    |
| 8e                        | Damiano Caruso            | Italie                    | Bahrain Victorious        | 9 pts                     |
| 9e                        | Primož Roglič             | Slovénie                  | Jumbo-Visma               | 8 pts                     |
| 10e                       | Jon Barrenetxea           | Espagne                   | Caja Rural-Seguros RGA    | 7 pts                     |

| Classement du meilleur jeune | Classement du meilleur jeune | Classement du meilleur jeune | Classement du meilleur jeune | Classement du meilleur jeune |
| Coureur                      | Coureur                      | Pays                         | Équipe                       | Temps                        |
| ---------------------------- | ---------------------------- | ---------------------------- | ---------------------------- | ---------------------------- |
| 1er                          | Lenny Martinez               | France                       | Groupama-FDJ                 | 35 h 24 min 32 s             |
| 2e                           | Remco Evenepoel              | Belgique                     | Soudal Quick-Step            | + 1 min 22 s                 |
| 3e                           | Juan Ayuso                   | Espagne                      | UAE Team Emirates            | + 1 min 43 s                 |
| 4e                           | João Almeida                 | Portugal                     | UAE Team Emirates            | + 1 min 53 s                 |
| 5e                           | Cian Uijtdebroeks            | Belgique                     | Bora-Hansgrohe               | + 3 min 08 s                 |
| 6e                           | Einer Rubio                  | Colombie                     | Movistar Team                | + 4 min 06 s                 |
| 7e                           | Santiago Buitrago            | Colombie                     | Bahrain Victorious           | + 4 min 38 s                 |
| 8e                           | Attila Valter                | Hongrie                      | Jumbo-Visma                  | + 9 min 31 s                 |
| 9e                           | Antonio Tiberi               | Italie                       | Bahrain Victorious           | + 25 min 09 s                |
| 10e                          | Michel Ries                  | Luxembourg                   | Arkéa-Samsic                 | + 32 min 00 s                |

| Classement du meilleur jeune | Classement du meilleur jeune | Classement du meilleur jeune | Classement du meilleur jeune | Classement du meilleur jeune |
| Coureur                      | Coureur                      | Pays                         | Équipe                       | Temps                        |
| ---------------------------- | ---------------------------- | ---------------------------- | ---------------------------- | ---------------------------- |
| 1er                          | Lenny Martinez               | France                       | Groupama-FDJ                 | 35 h 24 min 32 s             |
| 2e                           | Remco Evenepoel              | Belgique                     | Soudal Quick-Step            | + 1 min 22 s                 |
| 3e                           | Juan Ayuso                   | Espagne                      | UAE Team Emirates            | + 1 min 43 s                 |
| 4e                           | João Almeida                 | Portugal                     | UAE Team Emirates            | + 1 min 53 s                 |
| 5e                           | Cian Uijtdebroeks            | Belgique                     | Bora-Hansgrohe               | + 3 min 08 s                 |
| 6e                           | Einer Rubio                  | Colombie                     | Movistar Team                | + 4 min 06 s                 |
| 7e                           | Santiago Buitrago            | Colombie                     | Bahrain Victorious           | + 4 min 38 s                 |
| 8e                           | Attila Valter                | Hongrie                      | Jumbo-Visma                  | + 9 min 31 s                 |
| 9e                           | Antonio Tiberi               | Italie                       | Bahrain Victorious           | + 25 min 09 s                |
| 10e                          | Michel Ries                  | Luxembourg                   | Arkéa-Samsic                 | + 32 min 00 s                |

| Classement par équipes | Classement par équipes | Classement par équipes | Classement par équipes |
| Équipe                 | Équipe                 | Pays                   | Temps                  |
| ---------------------- | ---------------------- | ---------------------- | ---------------------- |
| 1re                    | Jumbo-Visma            | Pays-Bas               | 105 h 39 min 46 s      |
| 2e                     | UAE Team Emirates      | Émirats arabes unis    | + 1 min 07 s           |
| 3e                     | Bahrain Victorious     | Bahreïn                | + 4 min 38 s           |
| 4e                     | Bora-Hansgrohe         | Allemagne              | + 7 min 58 s           |
| 5e                     | Movistar Team          | Espagne                | + 27 min 48 s          |
| 6e                     | Soudal Quick-Step      | Belgique               | + 35 min 58 s          |
| 7e                     | Ineos Grenadiers       | Royaume-Uni            | + 37 min 45 s          |
| 8e                     | Groupama-FDJ           | France                 | + 45 min 27 s          |
| 9e                     | Astana Qazaqstan Team  | Kazakhstan             | + 51 min 44 s          |
| 10e                    | EF Education-EasyPost  | États-Unis             | + 53 min 58 s          |

| Classement par équipes | Classement par équipes | Classement par équipes | Classement par équipes |
| Équipe                 | Équipe                 | Pays                   | Temps                  |
| ---------------------- | ---------------------- | ---------------------- | ---------------------- |
| 1re                    | Jumbo-Visma            | Pays-Bas               | 105 h 39 min 46 s      |
| 2e                     | UAE Team Emirates      | Émirats arabes unis    | + 1 min 07 s           |
| 3e                     | Bahrain Victorious     | Bahreïn                | + 4 min 38 s           |
| 4e                     | Bora-Hansgrohe         | Allemagne              | + 7 min 58 s           |
| 5e                     | Movistar Team          | Espagne                | + 27 min 48 s          |
| 6e                     | Soudal Quick-Step      | Belgique               | + 35 min 58 s          |
| 7e                     | Ineos Grenadiers       | Royaume-Uni            | + 37 min 45 s          |
| 8e                     | Groupama-FDJ           | France                 | + 45 min 27 s          |
| 9e                     | Astana Qazaqstan Team  | Kazakhstan             | + 51 min 44 s          |
| 10e                    | EF Education-EasyPost  | États-Unis             | + 53 min 58 s          |

## Abandons
Aucun abandon.